# The Fury Of Our Maker's Hand
The Fury Of Our Maker's Hand es el segundo álbum de estudio de DevilDriver , lanzado el 28 de junio de 2005. El álbum entró en el Billboard cartas en el número 117, con unas ventas de 10.402 copias. Una edición especial del álbum fue lanzado el 31 de octubre de 2006. Contenía seis bonus tracks y un DVD adicional con los videos de la banda de música de cuatro.
La canción "Driving Down the Darkness" fue presentado en el décimo episodio de la sexta temporada de la serie de televisión Scrubs.

## Lista de canciones
1. "End of the Line" – 5:03
2. "Driving Down the Darkness" – 3:53
3. "Grinfucked" – 3:32
4. "Hold Back the Day" – 4:14
5. "Sin & Sacrifice" – 5:04
6. "Ripped Apart" - 4:11
7. "Pale Horse Apocalypse" – 4:13
8. "Just Run" – 4:15
9. "Impending Disaster" – 4:09
10. "Bear Witness Unto" – 4:05
11. "Before the Hangman's Noose" – 3:52
12. "The Fury of Our Maker's Hand" – 4:51

## Edición especial

### Pistas adicionales
1. "Unlucky 13" – 4:06
2. "Guilty as Sin" – 3:06
3. "Digging Up the Corpses" – 3:53
4. "I Could Care Less" (Live) – 3:43
5. "Hold Back the Day" (Live) – 4:25
6. "Ripped Apart" (Live) – 4:29

### DVD
1. "End of the Line" (Music Video)
2. "Hold Back the Day" (Music Video)
3. "I Could Care Less" (Music Video)
4. "Nothing's Wrong" (Music Video)

- Datos: Q2590665